# What We Did Best
What We Did Best som släpptes i september 2009 och är en nyutgåva av Skumdums album "Det vi kan bäst" från 2002.
Förutom de 13 låtarna som är med på originalskivan, har de lagt till ytterligare 13 bonuslåtar.
Det är gamla låtar på svenska som ursprungligen är med på följande skivor:
"Vad fan har hänt med dagens ungdom?", "Punkrock Will Unite Us" och en demo som spelades in 1998
med tidigare osläppta låtar.

## Låtlista
1. Kompatibla
2. Vad jag undrar
3. En stjärna föll
4. Meningslösa måndag
5. Det vi kan bäst
6. Livets rävspel
7. Till den det berör
8. En sista tjänst
9. Vilsen
10. Säg mig den
11. Det vackraste
12. Varma minnen
13. Ställ dig upp
14. Vännen som aldrig sviker
15. Det som räknas
16. Ensam för min stank
17. Ni som stannat kvar
18. Snäll och rar
19. Jag säljer mig inte så lätt
20. Självupptagen
21. En osäker framtid
22. Vårt oförstånd
23. Vardagens slentrian
24. På avgrundens rand
25. Mer än en vän
26. Försoning